# Alois Unterladstätter
Alois Unterladstätter (21. dubna 1856 Schwaz – 28. dubna 1908 Salcburk) byl rakouský římskokatolický duchovní a politik německé národnosti ze Salcburska, na počátku 20. století poslanec Říšské rady.

## Biografie
Od roku 1897 působil jako farář v Gniglu.
Působil i jako poslanec Říšské rady (celostátního parlamentu Předlitavska), kam usedl ve volbách roku 1901 za kurii venkovských obcí v Salcbursku, obvod Salcburk, Golling.
Ve volbách do Říšské rady roku 1901 se uvádí jako kandidát Katolické lidové strany. Po volbách vstoupil na Říšské radě do Klubu středu, který utvořila hlavně Katolická lidová strana.
Zemřel náhle v dubnu 1908 na zápal plic. Již delší dobu se léčil s nemocí jater.